# 굼 (백화점)
굼(러시아어: ГУМ, GUM)은 러시아 모스크바 붉은 광장에 있는 백화점이다. 굼이란 러시아어로 '종합 백화점'을 의미하는 정식 명칭 가수다르스트볜늬 우니베르살늬 마가진(러시아어: Государственный универсальный магазин)의 약어이다.

## 역사
제정 러시아 시대인 1893년에 완성되었다. 모스크바를 대표하는 백화점이면서 러시아를 대표하는 건축물이다. 1917년에 발생한 러시아 혁명의 시점에서 점포 수가 1200개였으며, 혁명 후 굼 자체는 소련 정권에 의해 국유화되었지만, 개인 상점은 그대로 영업을 인정 받았다. 그 후 소련 성립 전후로 경제 정책의 변경을 거쳐 이오시프 스탈린에 의한 독재 체제 하에서 1차 5개년 계획이 시작된 1928년에 굼의 모든 점포는 국영화되었다. 그 후에도 굼은 모스크바의 소비 생활의 중심이자 소련에서는 몇 채 밖에 없었던 '물자가 부족하지 않은 상점'으로 소련 경제의 쇼윈도 역할을 했다.
1985년에 등장한 미하일 고르바초프 정권의 페레스트로이카 정책에 따라 굼에서 개인 상점이 부활하기 시작하여 서방 자본주의 국가 기업과의 합작한 상점이 진출했다. 소련 붕괴에 따라 보리스 옐친 대통령이 이끄는 러시아가 부활 한 후 1993년 예고르 가이다르 등에 의한 급진적인 경제 개혁 노선에 따라 굼도 민영화되었다. 이 때 기존의 '국영 백화점'에서 '종합 백화점'으로 명칭이 변경되었으나, 러시아어로는 국영도 종합도 "G"로 시작하는 맞춤법 때문에 GUM의 약어가 계속 사용되었다. 또한 붉은 광장에 접해 있어 과거의 입구가 다시 개방되어 굼은 러시아 혁명 이전의 모습으로 회귀했다. 2005년에는 러시아의 명품 유통 그룹이 대주주로 취득하고 현재까지 경영권을 쥐고 있으며, 굼에는 200 점포가 영업하고 있다.